# Laguinge-Restoue
Laguinge-Restoue ist eine französische Gemeinde mit 155 Einwohnern (Stand 1. Januar 2022) im Département Pyrénées-Atlantiques in der Region Nouvelle-Aquitaine (vor 2016: Aquitanien). Die Gemeinde gehört zum Arrondissement Oloron-Sainte-Marie und zum Kanton Montagne Basque (bis 2015: Kanton Tardets-Sorholus).
Der Name in der baskischen Sprache lautet Liginaga-Astüe. Die Einwohner werden entsprechend Liginagar oder Astüar genannt.

## Geographie
Laguinge-Restoue liegt ca. 30 km südwestlich von Oloron-Sainte-Marie im Landstrich der Hoch-Soule der historischen Provinz Soule im französischen Teil des Baskenlands.
Die höchste Erhebung im Gebiet der Gemeinde ist der Mont Begousse (768 m).
Umgeben wird Laguinge-Restoue von den Nachbargemeinden:
| Alos-Sibas-Abense | Tardets-Sorholus                            |         |
| Lichans-Sunhar    | Kompassrose, die auf Nachbargemeinden zeigt | Montory |
| Licq-Athérey      | Haux                                        |         |

Laguinge-Restoue befindet sich im Einzugsgebiet des Flusses Adour und liegt am rechten Ufer des Saison, einem Nebenfluss des Gave d’Oloron. Ein Nebenfluss des Saison, der Ruisseau Apanise, und sein Zufluss, der Ruisseau de Méhèche, bewässern ebenfalls das Gebiet der Gemeinde.

## Geschichte
Laguinge, direkt am Ufer des Saison gelegen, und Restoue, etwas erhöht auf einem Vorgebirge, sind zwei Dörfer des Mittelalters. Laguinge wird 1080, Restoue etwas später, im 13. Jahrhundert, erstmals in den Schriften erwähnt.
Auf dem Gebiet der Gemeinde wurde vermutlich bis zum Ende des 19. oder Anfang des 20. Jahrhunderts Kalkstein von bläulicher, manchmal auch beige-rosa Farbe zum Bau von Mauern und Kirchen in der Region abgebaut.
Am 22. März 1842 haben sich die Gemeinden Laguinge und Restoue zur neuen Gemeinde Laguinge-Restoue zusammengeschlossen.
Toponyme und Erwähnungen von Laguinge-Restoue waren:
- Leguinge und Laguinga (1080 bzw. 1193, Manuskriptsammlung von André Duchesne, Band 114, Blatt 32 und 36),
- Restoa (13. Jahrhundert, Manuskriptsammlung von André Duchesne, Band 114, Blatt 36),
- Laguinge und Restoue (1750, Karte von Cassini),
- Laguinge und Restoue (1793, Notice Communale),
- Languinge und Restoue (1801, Bulletin des Lois) und
- Laguinge und Restoue (1863, Dictionnaire topographique Béarn-Pays basque).[6][7][8][9]

### Einwohnerentwicklung
Nach dem Höchststand der Einwohnerzahl von über 350 in der Mitte des 19. Jahrhunderts reduzierte sich die Zahl bei kurzen Erholungsphasen bis zur Jahrtausendwende auf rund 150 Einwohner. Seitdem stellte sich wieder ein leichtes Wachstum der Gemeinde ein.
| Jahr      | 1962 | 1968 | 1975 | 1982 | 1990 | 1999 | 2006 | 2009 | 2022 |
| --------- | ---- | ---- | ---- | ---- | ---- | ---- | ---- | ---- | ---- |
| Einwohner | 216  | 217  | 206  | 171  | 181  | 149  | 166  | 171  | 155  |

## Sehenswürdigkeiten
- Pfarrkirche in Laguinge, gewidmet dem heiligen Sebastian. Sie wurde im 12. Jahrhundert errichtet und diente als Station zur Einkehr für vorbeiziehende Pilger auf dem Jakobsweg nach Santiago de Compostela. Sie besitzt einen Glockengiebel mit zwei Wandöffnungen für die Glocken, ihr Inneres zeigt Elemente der romanischen Epoche. Die Kapitelle im einschiffigen Langhaus sind mit Palmetten verziert, die Apsis besitzt innen ein Kesselgewölbe und außen Kragsteine unter dem Dach.[12]

- Kirche von Restoue, gewidmet dem heiligen Stephanus. Der Bau des Gotteshauses datiert vermutlich aus dem Mittelalter, wie die Überbleibsel romanischen Ursprungs belegen. Die Kirche besitzt den für die Region Soule typischen Clocher trinitaire, d. h. der Glockengiebel besitzt drei Spitzdächer, jedes mit einem Kreuz an der Spitze als Symbol für die Dreifaltigkeit versehen. Er ist vermutlich im 17. oder 18. Jahrhundert hinzugefügt worden, in der gleichen Zeit, als der barocke Altaraufsatz im Innern geschaffen wurde.[13]

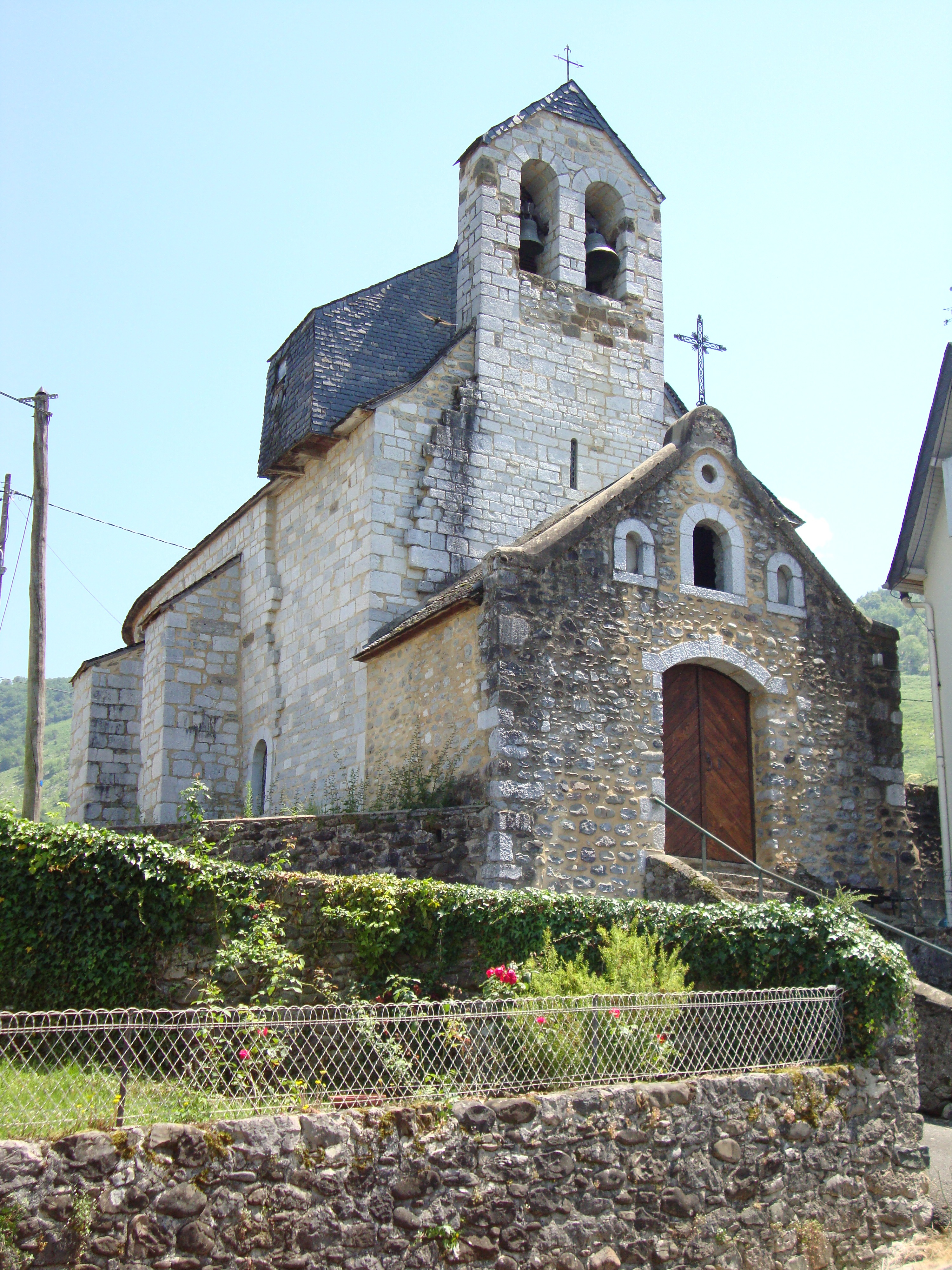
Pfarrkirche Saint-Sébastien in Laguinge
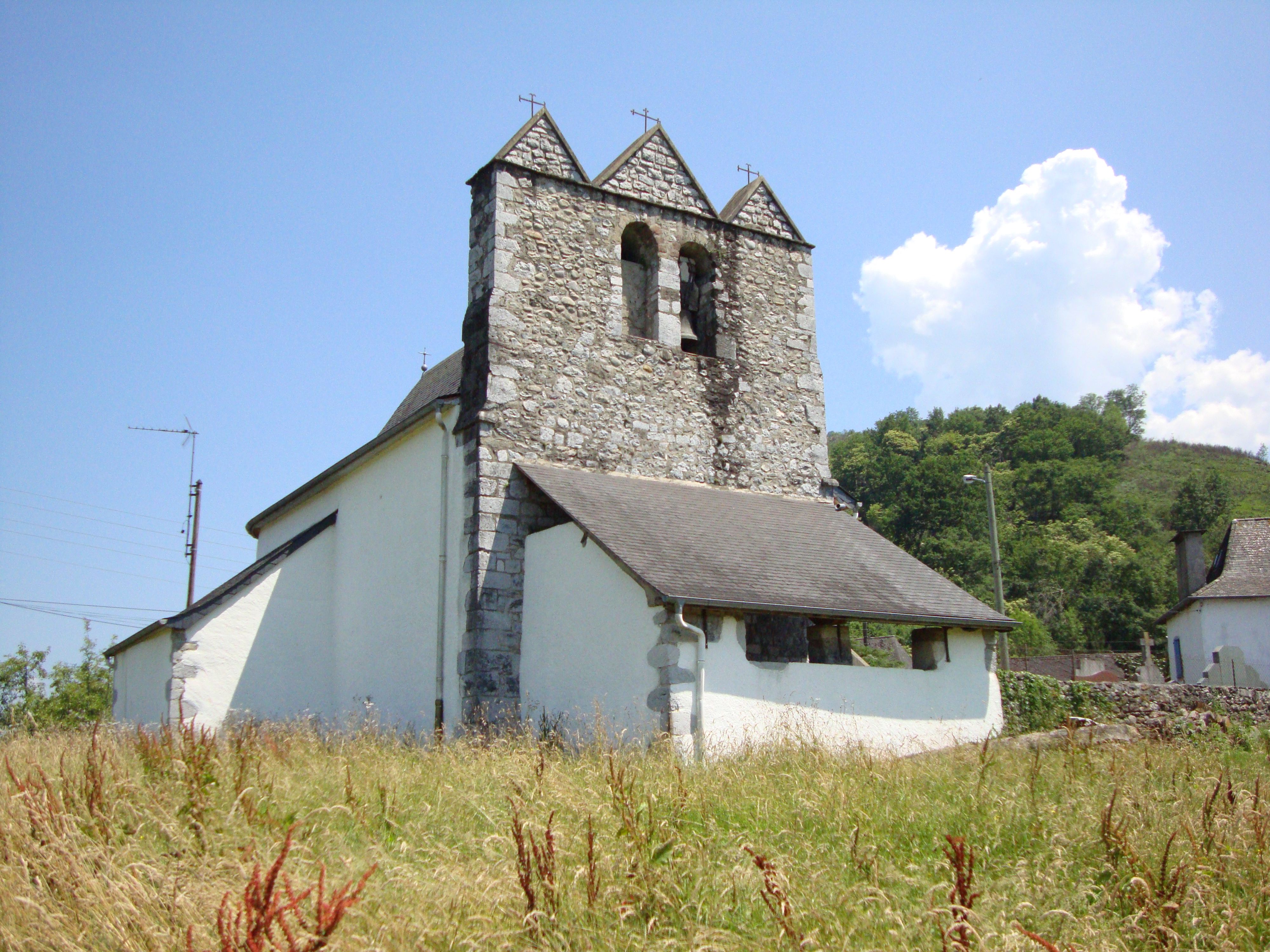
Kirche Saint-Étienne in Restoue

## Wirtschaft und Infrastruktur

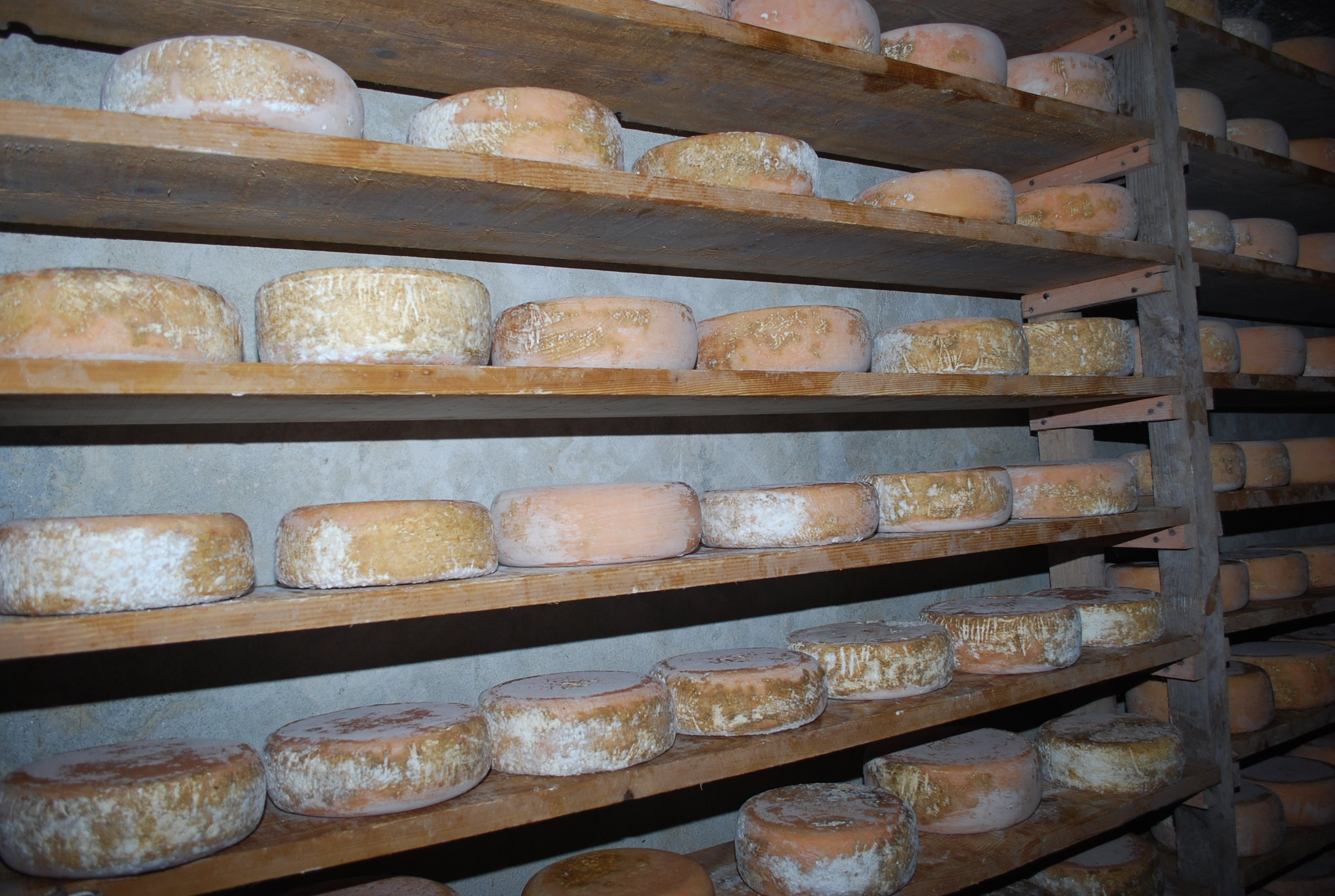
Ossau-Iraty

Die Landwirtschaft ist traditionell ein wichtiger Wirtschaftsfaktor der Gemeinde. Laguinge-Restoue liegt in den Zonen AOC des Ossau-Iraty, eines traditionell hergestellten Schnittkäses aus Schafmilch, sowie der Schweinerasse und des Schinkens „Kintoa“.

### Bildung
Die Gemeinde verfügt über eine öffentliche Grundschule.

### Verkehr
Laguinge-Restoue ist erreichbar über die Routes départementales 26 und 918, der ehemaligen Route nationale 618.